# رایشنباخ (تورینگن)
رایشنباخ (به آلمانی: Reichenbach) یک شهر در آلمان است که در زاله‌هلتسلاند واقع شده‌است. رایشنباخ ۹۱۴ نفر جمعیت دارد.